# مايكل ج. أندرسون
مايكل ج. أندرسون(بالإنجليزية: Michael J. Anderson)‏ (ولد في 31 أكتوبر 1953).ممثل اميركي أشتهر بدوره رجل من مكان أخر في المسلسل التلفزيوني المشهور، قمم التوأم.
قبل مباشرته مهنة التمثيل، عمل أندرسون كفني كمبيوتر في مارتن ماريتا، وعمل على نظام الدعم الأرضي في وكالة ناسا.

## أعمال
- "التوأم قمم (1990-1991) باعتباره الرجل من مكان آخر في 4 حلقات.
- "سياجات (1992) وبيتر Dreeb في حلقة "السيد Dreeb يأتي إلى المدينة".
- "ستار تريك: الفضاء السحيق تسعة (1993) كما Rumpelstiltskin في حلقة " لو كانت الأماني خيولا ".

لودستار: أسطورة تالي بودين (1994) كما نادل # .
- "الملف العاشر (1995) كما قال السيد نوت في حلقة " الخدعة ".
- "ماجي (1998) في حلقة "كا بوم".
- "العسل، وأنا منكمش الأطفال: البرنامج التلفزيوني (1998) كعمل سيرك في حلقة "العسل، لقد التحق بيغتوب".
- "عين الفانتوم (1999)، ودمية رجل / كارل.
- "ميناء تشارلز (1999) وبيتر زورين.
- "العقرب الأسود (2001) في حلقة "وقت الجريمة".
- "سنو وايت (2001) ويوم الأحد (البنفسج).
- " وشمشون في 24 حلقة.
- "سحر (2006) كما أوبريان الجني في 2 حلقة.
- "القضية الباردة (2010)، وناثانيل "بيجي" جونز في حلقة "التحول".
- "وقت المغامرة (2011) كما جومى (صوت) في حلقة "الملك صامت".
- "ظهرت المعاملات (2012) مع جيري ساينفلد في المجال التجاري ل اكورا بثت خلال عام 2012 سوبر السلطانية.
- "سكوبي دو! سر للإعلام (2013) كما شاب يرقص (صوت) في حلقة "قف وتسليم" وكأستاذ هوراشيو Kharon (صوت) في حلقة "كابوس في الأحمر".

## أعماله في الفيلموغرافيا
- "رفاق (1983).
- " قليلا مايك: A Videoportrait من مايكل أندرسون (1984) على النحو نفسه.
- "أرض العظيم الصغيرة (1987) وفريتز / الملك.
- "الأنذال الذين يعانون (1989) كما يتل ألفيس.
- " يوجد شيء مثل الجاذبية (1989) وعالم النبات.
- "مهما حدث لميسون ريس (1990)، والسوشي طاه.
- "السمفونية الصناعية رقم 1: الحلم من القلب مكسورة (1990) كما لايتمان.
- "عارضة أزياء اثنين: على نقل (1991)، وجوهرة مربع حامل.
- "النار كذبة (1992) كما هوب الضفدع.
- "قمم التوأم: المشي لاطلاق النار مع البيانات (1992) باعتباره الرجل من مكان آخر.
- "ليلة فخ (1993)، وضابط شرطة.
- قلوب في قفص (1995)، وجون.
- القتل حلوة جدا (1994)، وهاري وساوم.
- الشارع بندقية (1996) كما لامار.
- نادي مصاص الدماء (1998) كما كيدو.
- الحد الأدنى للأجور (1999) كما زيكي كئيب.
- المحاربين من الفضيلة (1997) كما Mudlap.
- محرك مولهولاند (2001) كما قال السيد روكي.
- أصابع لزجة (2003) كما الرجل الغاضبون بالهجوم.
- أطراف أصابعه (2003)، وبرونو.
- وقتا كبيرا (2004) وهنري Blunderbore.
- سنو وايت: (2001).